# Michael Hufnagel

Michael Hufnagel

Michael Konrad Hufnagel (* 11. September 1854 in Möckenau; † 20. Januar 1915 ebenda) war Landwirt, Bürgermeister und Mitglied des Deutschen Reichstages.

## Leben
Hufnagel besuchte die Volksschule zu Oberdachstetten sieben Jahre und die Landwirtschaftsschule zu Ansbach in den Jahren 1868/69. Hierauf widmete er sich der Landwirtschaft und übernahm 1877 sein elterliches Anwesen in Möckenau, welches er seitdem bewirtschaftete. Ab 1893 war er Bürgermeister der Gemeinde Mitteldachstetten. Weiter war er Mitglied des landwirtschaftlichen Kreisausschusses von Mittelfranken, des Distriktsrates und des landwirtschaftlichen Bezirksausschusses Ansbach. Er gründete mehrere landwirtschaftliche Genossenschaften und war Vorstand einiger derselben. Er war Inhaber der Prinzregent-Luitpold-Medaille.
Von 1899 bis 1911 war er Mitglied der Bayerischen Kammer der Abgeordneten und von 1903 bis 1912 des Deutschen Reichstages für den Wahlkreis Mittelfranken 3 (Ansbach, Schwabach, Heilsbronn). Im Reichstag schloss er sich der Fraktion der Deutsch-Konservativen Partei an, er war zugleich Mitglied im Bund der Landwirte und kandidierte bei allen Reichstagswahlen als Kompromisskandidat beider Parteien.